# Волиця (Куявсько-Поморське воєводство)
Волиця (пол. Wolica) — село в Польщі, у гміні Бжешць-Куявський Влоцлавського повіту Куявсько-Поморського воєводства.
У 1975-1998 роках село належало до Влоцлавського воєводства.